# Adriana Bittel
Adriana Bittel (* 31. Mai 1946 in Bukarest) ist eine rumänische Schriftstellerin und Literaturkritikerin.

## Leben und Wirken
Adriana Bittel stammt aus einer Bukarester intellektuellen jüdischen Familie. Sie graduierte 1970 an der Fakultät für Rumänische Sprache und Literatur an der Universität Bukarest und arbeitete von 1972 bis 2010 für die Zeitschrift România Literară (dt. Rumänische Literatur). 1980 debütierte sie als Schriftstellerin mit dem Roman Lucruri într-un pod albastru (rumänisch, dt. Dinge in einer blauen Mansarde). Während der letzten zwei Jahrzehnte hat sie wöchentlich Literaturrezensionen für die Zeitschrift Formula AS geschrieben.
Während ihres Studiums besuchte sie den Literaturkreis „Junimea“, der von George Ivaşcu an der Universität geleitet wurde. Bittel ist Mitglied des Rumänischen Schriftstellerverbandes Uniunea Scriitorilor România sowie der rumänischen Abteilung von PEN International. Sie hat mehrere Ehrungen und Preise erhalten, darunter Premiul Asociatiei Scriitorilor din Bucuresti, Premiul Asociatiei Scriitorilor Profesionisti och Meritul Cultural.
Sie ist die Mutter des Journalisten Toma Roman jr.

## Werke
- Lucruri într-un pod albastru (1980)
- Somnul după naștere (1984)
- Iulia în iulie (1986)
- Fototeca (1989)
- Întâlnire la Paris (2000)
- Cum încărunțește o blondă (2006)